# Bernard I. od Ribagorze
Bernard I. (šp. Bernardo I) bio je grof Ribagorze (Ribagorça) u srednjem vijeku, brat grofa Isarna. Nije poznato kada je rođen, a vjeruje se da je umro oko 955.
Bio je sin grofa Rajmonda I. od Pallarsa i njegove prve žene, Guinigente te tako nećak gospe Dadilde. Bratić mu je bio kralj Pamplone Sančo I.
Sančo I. i Bernard su se borili zajedno kako bi osvojili dvorac Monzón (šp. Castillo de Monzón).

## Brak
Grof Bernard je bio oženjen gospom Todom Aragonskom, čiji je otac bio grof Galindo II. Aznárez. Todina je majka bila gospa Acibella.
Djeca Tode i Bernarda:
- Ramón II. od Ribagorze, grof koji je umro 970.
- Galindo de Ribagorza, koji je 930. oženio Velasquitu od Pamplone, kćer Sanča I. i njegove kraljice, Tode